# Been So Long
Pour plus de détails, voir Fiche technique et Distribution.
Been So Long est un film britannique réalisé par Tinge Krishnan, sorti en 2018.

## Synopsis
Simone, une mère célibataire, rencontre et tombe amoureuse d'un bel inconnu nommé Raymond lors d'une de ses rares soirées en ville avec ses amis.

## Fiche technique
- Titre : Been So Long
- Réalisation : Tinge Krishnan
- Scénario : Che Walker
- Musique : Christopher Nicholas Bangs et Arthur Darvill
- Photographie : Catherine Derry
- Montage : Peter Christelis
- Production : Amanda Jenks et Nadine Marsh-Edwards
- Société de production : Film 4 et Greenacre Film
- Pays :  Royaume-Uni
- Genre : Drame, film musical et romance
- Durée : 100 minutes
- Dates de sortie : 
  - Netflix : 26 octobre 2018

## Distribution
- Michaela Coel (VF : Olivia Dalric) : Simone
- Arinzé Kene (en) (VF : Pascal Nowak) : Raymond
- George MacKay (VF : Martin Faliu) : Gil
- Joe Dempsie (VF : Valéry Schatz) : Kestrel
- Luke Norris (VF : Arnaud Arbessier) : Barney
- Arsher Ali (en) (VF : Fred Colas) : Jake
- Rakie Ayola (VF : Emmanuelle Rivière) : Martina
- Ronkẹ Adékoluẹjo (en) (VF : Ethel Houbiers) : Yvonne
- Ashley Thomas (VF : Daniel Njo Lobé) : Wendell
- Sophia La Porta (en) : Willesden
- Tom Forbes : Conrad Styron
- Mark Wingett (en) : Bailiff
- Genevieve Barr (en) : Artemis

 Source et légende : version française (VF) sur RS Doublage

## Accueil
Le film a reçu un accueil favorable de la critique. Il obtient un score moyen de 74 % sur Metacritic.